# Kameralamt Altshausen
Das Kameralamt Altshausen war eine Einrichtung des Königreichs Württemberg, die im Amtsbezirk Besitz und Einkommen des Staates verwaltete. Es bestand von 1806 bis 1811 in Altshausen. Das Kameralamt wurde im Rahmen der Neuordnung der Staatsfinanzverwaltung im Königreich Württemberg geschaffen. 

## Geschichte
Gemäß Staatshandbuch von 1809/10 bestand von 1806 bis 1811 ein Kameralamt Altshausen (mit Unteramt Saulgau und Mengen). Für den damaligen Oberamtsbezirk Saulgau waren gemäß Oberamtsbeschreibung von 1829 außer dem Hofkameralamt Altshausen die Kameralämter Heiligkreuztal, Waldsee und verschiedene standesherrliche Rentämter zuständig.